# Identità degli otto quadrati di Degen
In matematica, l'identità degli otto quadrati di Degen stabilisce che il prodotto di due numeri esprimibili come somma di otto quadrati è esso stesso somma di otto quadrati:
{\displaystyle (a_{1}^{2}+a_{2}^{2}+a_{3}^{2}+a_{4}^{2}+a_{5}^{2}+a_{6}^{2}+a_{7}^{2}+a_{8}^{2})(b_{1}^{2}+b_{2}^{2}+b_{3}^{2}+b_{4}^{2}+b_{5}^{2}+b_{6}^{2}+b_{7}^{2}+b_{8}^{2})=}
{\displaystyle (a_{1}b_{1}-a_{2}b_{2}-a_{3}b_{3}-a_{4}b_{4}-a_{5}b_{5}-a_{6}b_{6}-a_{7}b_{7}-a_{8}b_{8})^{2}+}
{\displaystyle (a_{2}b_{1}+a_{1}b_{2}+a_{4}b_{3}-a_{3}b_{4}+a_{6}b_{5}-a_{5}b_{6}-a_{8}b_{7}+a_{7}b_{8})^{2}+}
{\displaystyle (a_{3}b_{1}-a_{4}b_{2}+a_{1}b_{3}+a_{2}b_{4}+a_{7}b_{5}+a_{8}b_{6}-a_{5}b_{7}-a_{6}b_{8})^{2}+}
{\displaystyle (a_{4}b_{1}+a_{3}b_{2}-a_{2}b_{3}+a_{1}b_{4}+a_{8}b_{5}-a_{7}b_{6}+a_{6}b_{7}-a_{5}b_{8})^{2}+}
{\displaystyle (a_{5}b_{1}-a_{6}b_{2}-a_{7}b_{3}-a_{8}b_{4}+a_{1}b_{5}+a_{2}b_{6}+a_{3}b_{7}+a_{4}b_{8})^{2}+}
{\displaystyle (a_{6}b_{1}+a_{5}b_{2}-a_{8}b_{3}+a_{7}b_{4}-a_{2}b_{5}+a_{1}b_{6}-a_{4}b_{7}+a_{3}b_{8})^{2}+}
{\displaystyle (a_{7}b_{1}+a_{8}b_{2}+a_{5}b_{3}-a_{6}b_{4}-a_{3}b_{5}+a_{4}b_{6}+a_{1}b_{7}-a_{2}b_{8})^{2}+}
{\displaystyle (a_{8}b_{1}-a_{7}b_{2}+a_{6}b_{3}+a_{5}b_{4}-a_{4}b_{5}-a_{3}b_{6}+a_{2}b_{7}+a_{1}b_{8})^{2}}
Scoperta per la prima volta da Ferdinand Degen intorno al 1818, l'identità è stata riscoperta indipendentemente da John Thomas Graves (1843) e Arthur Cayley (1845). Cayley la ottenne studiando un'estensione dei quaternioni chiamata ottonioni. In termini algebrici questa identità implica che la norma del prodotto di due ottonioni è uguale al prodotto delle loro norme: {\displaystyle \|ab\|=\|a\|\|b\|}. Affermazioni analoghe si possono fare per i quaternioni (identità dei quattro quadrati di Eulero), i numeri complessi (l'identità di Brahmagupta, con due quadrati) e i numeri reali. Tuttavia, nel 1898 Adolf Hurwitz dimostrò che non può esistere un'identità analoga con 16 quadrati (sedenioni) o per nessun altro numero di quadrati eccetto 1, 2, 4 ed 8.